# Polylepta borealis
Polylepta borealis är en tvåvingeart som beskrevs av Lundstrom 1912. Polylepta borealis ingår i släktet Polylepta och familjen svampmyggor. Arten är reproducerande i Sverige. Inga underarter finns listade i Catalogue of Life.